# Onochie Achike
Onochie Achike (né le 31 janvier 1975 à Islington, Londres) est un athlète britannique, spécialiste du triple saut. Ses deux parents sont nigérians.
Il a remporté les Jeux du Commonwealth en 1998. Son meilleur saut est de 17,30 m à Sydney le 23 septembre 2000.